# Francesco Dal Co
Francesco Dal Co, né à Ferrare le 29 décembre 1945, est un historien et théoricien de l'architecture italien.
Il est éditeur de Casabella, une revue italienne, ainsi que rédacteur et directeur de la division architecture de la maison d'édition Electa.
Il est également Directeur de département d'histoire de l’architecture à l'IUAV.

## Biographie
Francesco Dal Co est diplômé en architecture par l'institut universitaire d'architecture de Venise IUAV, en 1970.
En 1978, il devient responsable de l'édition d'architecture de la maison d'édition l'Electa.
À partir de 1981, il obtient une chaire d'histoire de l'architecture à l'IUAV, et de 1982 jusqu'en 1991, il est professeur d'histoire de l'architecture à l'université Yale.
Il exerce avec le même titre à l'université de Suisse Italienne entre 1996 et 2005.
En 1995, il devient directeur du département d'histoire de l'architecture à l'IUAV jusqu'en 1991.
En 1991, il est directeur de la Cinquième Biennale d'architecture de Venise, et fait partie du jury lors de la douzième biennale en 2010.
En 1996, il prend la direction de la revue « Casabella », puis est nommé conservateur à la section d'architecture de la Biennale de Venise en 1998.
Il est membre de l'Accademia di San Luca, une académie des arts et de l'architecture ayant pour but d’élire des artistes afin de les récompenser et de promouvoir l'art italien.
Il fait également partie de la Society of Architectural Historians (en), fondée en 1940, qui a pour but d'enrichir l'histoire de l'architecture, ainsi que celle du paysagisme, du design et de l'urbanisme.

## Théorie
Francesco Dal Co dirige son travail sur la production architecturale italienne, sur son histoire, et sur ce qui a inspiré la génération des années 1970, qu'il nommera «  la génération de l'incertitude » dans un article publié dans L'Architecture d'aujourd'hui, revue sur le mouvement moderne.
Il analyse de ce fait le rôle de l'architecte, et présume que celui-ci n'a pas connu l'évolution qu'il aurait dû, à cause de la période d'après guerre et de la situation économique et sociale du pays en cette période. La situation en cette époque aurait conduit au prolongement d'un modèle des générations antérieures.
Francesco Dal Co explore la méthodologie de plusieurs architectes venant du nord , du centre et du sud de l'Italie, afin d'en dégager les sources et les fondements de l'architecture moderne. Il révèle une évolution différente selon les régions de l'Italie grâce à ce procédé.
Il se penchera sur la production de certains architectes urbanistes comme Mario Florentino, Carlo Aymonino, Vittorio De Feo. Il en déduira que les régions du centre et du sud de l'Italie ont profité d'un essor favorable de la culture architecturale malgré des faiblesses politiques et économiques, notamment grâce à des influences telles que celle de Ludovico Quaroni, architecte et urbaniste Italien.
Dans le nord de l'Italie, un autre résultat va se produire en rapport à cette période d'après guerre, le rôle de l'architecte et de son travail artisanal commence à s'éloigner, et c'est une mission de technicien que le marché va attendre de lui, ce qui va limiter le travail de l'architecte. Dans ce cas il analyse des architectes tels que, Gino Valle, Gae Aulenti, Vittorio Gregotti ainsi que l'agence Gabetti et Isola.

## Articles
- La génération de l'incertitude, no 181 de la revue L'Architecture d'aujourd'hui, Auteurs : Francesco Dal Co et Mario Manieri-Elia.
- Critique d'une exposition, no 190 de la revue L'Architecture d'aujourd'hui.

## Revue
- Casabella est un magazine d'architecture et de design italien. C'est Guido Marangoni qui crée le magazine Casabella en 1928 à Milan.

À l'époque il s'appelait la Casa Bella, c'est-à-dire la belle maison. Il a été repris par de nombreux architectes avant d'être dirigé par Francesco Dal Co.
Il est publié par Gruppo Mondatori. Le tirage est de 47000 exemplaires.